# 大木優紀
大木 優紀（おおき ゆうき、1980年12月12日 - ）は、テレビ朝日元アナウンサー。身長158cm、射手座。お笑いタレントのビビる大木とは、再従兄にあたる。（父親同士が従兄弟同士である）

## 略歴
東京都中央区築地生まれ、千葉県浦安市育ち。東洋英和女学院小学部、東洋英和女学院中学部・高等部、慶應義塾大学経済学部を経て、2003年4月、アナウンサーとしてテレビ朝日に入社。
テレビ朝日アナウンサー部のウェブページ「アナウンサーズ」の動画コンテンツ『激撮!となりのアナウンサー』では前田有紀と1年先輩の松尾由美子の3人で企画・製作を担当している（ただし、毎回登場するわけではない）。またアナウンス部内でドラマ研究会を発足させた。
2007年8月21日深夜にテレビ朝日の局アナとしては異例となるニッポン放送の『くりぃむしちゅーのオールナイトニッポン』へのゲスト出演をした。『くりぃむナントカ』ではくりぃむしちゅーの二人がMC、自身がアシスタントMCという立場で共演しており、この番組のMCであるくりぃむしちゅーはアナウンサーになって初めて仕事を共にした芸人である。『Quick Japan』（太田出版）73号での『くりぃむナントカ』特集のインタビューで、大木はこの番組を「私の人生を変えた番組」と述べている。
2010年5月に年上の一般男性と結婚することが明らかになった。相手男性は、結婚当時ファッションイベントのプロデュース会社の役員で、携帯コンテンツ関連の仕事をしていた。立命館大学出身で、大学時代はアメリカンフットボール部に所属、ラインバッカーを務めたスポーツマン。その報道があった3月20日当日に出演した生放送番組の『もらえるテレビ!』の番組中で、大木自ら報道が事実であることを認め、結婚することを正式に報告した。
2012年12月18日、妊娠5ヶ月であることを発表。「待ち望んだ妊娠だったので、わかった時はとにかくうれしい気持ちでいっぱいになりました」、「出産までの数カ月、親になるための準備期間だと思い、仕事でも家庭でも、私自身成長していきたいです」とコメントした。2013年5月26日、第1子となる女児を出産した。1年間の産休期間を経て、2014年3月31日に『スーパーJチャンネル』の「きょうナビ」コーナー担当で復帰した。
2015年8月13日には第2子妊娠を発表。10月より産休・育休に入り、12月26日に第2子となる男児を出産。2017年5月4日にインターネットテレビ局「AbemaTV（現ABEMA）」開局1周年記念特別企画として放送された『くりぃむナントカ』で仕事復帰した。
2021年12月、テレビ朝日を退社。2022年1月にベンチャー企業の令和トラベルに入社。2024年11月現在、広報・PR部門と主にSNSの運用部門を統括する執行役員。

## 担当していた番組
- 日曜スクープ（2017年10月 -2020年3月 、BS朝日） - キャスター
- 爆問ファンド マネーの成功グラフ\（2018年4月3日 - 10月2日） - 進行
- けやきヒルズ（2018年10月 - 2020年3月26日）水・木曜
- GET SPORTS（2003年6月 - 2006年3月） - 進行
- ANN NEWS&SPORTS（2003年10月 - 2006年3月） - スポーツキャスター
- 朝いち!!やじうま（2003年10月 - 2005年3月） - サブMC
- 題名のない音楽会21（2004年4月 - 2007年3月） - アシスタントMC
- スーパーJチャンネル
  - サブキャスター（月・火曜日担当、2005年4月 - 2006年3月）
  - 『きょうナビ』コーナー担当（月 - 金曜日担当、2014年3月 - 2015年9月）
  - メインキャスター（金曜日担当、2020年4月 - 2020年9月）
  - キャスター（月 - 金曜日担当、2020年9月 - 2021年10月）
- やじうまプラス（2006年4月 - 2007年12月） - 第1部サブMC
- スーパーベースボール（プロ野球中継） - 義田貴士の㊙メジャー情報／BS朝日リレー中継ナビゲーター（2004年・2005年・2006年度）
- 美味紳助 - アシスタントMC（2007年4月 - 2007年9月）
- 美しき青木・ド・ナウ（2007年3月 - 11月） - 「愛され女子検定」アシスタントMC、ロケ進行など
- くりぃむナントカ（2004年10月 - 2008年9月） - アシスタントMC
- やじうまプラス
  - 下平さやかの体調不良による代理司会（2009年1月20日・28日）
  - 土曜MC（2007年4月 - 2009年3月）
  - 第1部サブキャスター・第2部芸能コーナーMC（2009年9月 - 2010年9月）
- 大胆MAP（2008年1月 - 2009年2月） - 進行兼調査員
- もらえるテレビ!（2009年10月3日 - 2010年3月27日） - 進行補佐役
- やじうまサタデー（2010年4月 - 2010年9月） - メインMC
- シルシルミシル（2008年10月 - 2010年10月） - ナレーター
- シルシルミシルさんデー（2010年7月 - 2010年10月） - ナレーター
- やじうまテレビ!（2010年10月 - 2011年4月1日） - メインMC
- 美女たちの日曜日（2015年4月 - 6月） - 進行

### CM
- 朝日新聞・テレビ朝日 コラボCM （2009年2月4日 - 2月13日）
- マルエツ「テレビ朝日わくわくキャンペーン」
- ナビゲーション総合サイトNAVITIME（やじうまプラス内の「テレ朝Info」で放送）

### 映画
- 映画ドラえもん のび太と奇跡の島 〜アニマル アドベンチャー〜（2012年） - しっかりちゃん役（声の出演）

## 同期アナウンサー
- 市川寛子（広報部）
- 前田有紀（退社）
- 川松真一朗（東京都議会議員）